# Jadwiga Simon
Jadwiga Simon-Pietkiewicz, född 6 juni 1909 i Warszawa, död 1955, var en polsk målare och tecknare.
Efter genomgången utbildning vid konstakademien i Warszawa genomförde hon nio separatutställningar i Warszawa före andra världskrigets utbrott och hon medverkade i internationella utställningar i Amsterdam, Paris, New York och Köpenhamn 1933–1939. Hon häktades 1941 av nazisterna och satt några månader i fängelse men flyttades senare till koncentrationslägret i Ravensbrück varifrån hon i krigets slutskede räddades över till Sverige. Tillsammans med Maja Berezowska och Kusmievkowa ställde hon ut på Malmö museum 1946 med teckningar hon färdigställt under sin tid som koncentrationslägerfånge. Teckningarna var utförda i största hemlighet i tyfusbaracken på stulet papper och med stulna pennor och färgkritor samt några svenska motiv från Göteborg. Simon är representerad vid Moderna museet.